# Sobriété économique
Pour les articles homonymes, voir Sobriété.
La sobriété économique (en anglais : sufficiency) est le juste niveau de limitation imposée, ou seuil, pour ne pas dépasser « les Limites à la croissance », c'est-à-dire les limites planétaires, dans le contexte de la soutenabilité de l'économie.
La sobriété économique telle qu'envisagée et proposée par les mouvements écologistes et altermondialistes, appuyée par le travail des économistes du Club de Rome, synthétisé dans leur rapport Les Limites à la croissance, vise à diminuer conjointement la consommation d'énergie et de ressources naturelles (matériaux) tout en assurant les besoins vitaux d'un plus grand nombre d'individus grâce à un meilleur partage des ressources. En ce sens, la sobriété est complémentaire de l'éco-efficience et de l'éco-effectivité. Elle est associée aux notions de transition énergétique, de frugalité, de minimalisme, de décélération, de low tech, de résilience, de décroissance, de zéro déchet, allant parfois jusqu'à l'abstinence ou à l'ascèse par le rejet de ce qui encombre et est inutile. 
La notion de sobriété a une dimension d'éthique environnementale. Elle est de plus en plus considérée comme une condition nécessaire à la protection et à la restauration de l'environnement et du climat[réf. nécessaire]. Elle peut se décomposer en sobriété énergétique, sobriété numérique et sobriété matérielle, pour aboutir selon des auteurs tels que Pierre Rabhi à la « sobriété heureuse » s'appuyant sur un « hédonisme de la modération » et une « simplicité volontaire » ou la « vie bonne ». Pour d'autres, la sobriété n'est pas heureuse.
L'Histoire du progrès au XXe siècle et au début du XXIe siècle montre que les stratégies environnementales d'ordre technique, telles que l'augmentation de l'efficience énergétique et l'optimisation des ressources, les transitions énergétiques ou l'utilisation accrue de ressources régénératives, ne suffisent pas à conduire à la baisse globale de consommation de ressources difficilement, coûteusement ou lentement renouvelables, principalement à cause de l'« effet rebond ». 
La sobriété économique implique de profonds changements de comportements, individuels et collectifs, qui impliquent des transformations sociétales remettant en cause la société de consommation industrielle, telle qu'elle s'est développée grâce aux énergies fossiles (charbon, pétrole, gaz) et nucléaire[réf. nécessaire].

## Concept
Le concept semble avoir été employé pour la première fois en 1993 dans le monde germanophone par Wolfgang Sachs, qui expliquait : 

« Dans les faits, on ne peut s'approcher d'une société respectueuse de la nature que de deux façons : par une rationalisation intelligente des moyens et par une limitation astucieuse des objectifs. En d'autres termes : la révolution de l'efficacité ne voit pas la direction à prendre si elle n'est pas accompagnée par la révolution de la sobriété. »

Wolfgang Sachs, en 2018, définissait la sobriété avec « quatre D » :
- décélérer (aller moins vite moins loin) ;
- désencombrer (accumuler moins de biens) ;
- décentraliser (choisir le local et le régional) ;
- démarchandiser (laisser moins de place au marché dans sa vie).

Manfred Linz décrit la sobriété comme la recherche d'un juste niveau dans ces domaines. Il définit l'éco-sobriété comme « mode de vie et d'économie qui met fin à la consommation excessive de biens et, partant, de matière et d'énergie ». Aussi associe-t-il l'éco-efficience à la consistance . On ne peut y arriver qu'au travers d'une faible demande en biens et services qui seraient à l'origine d'une consommation de ressources trop élevée. Le changement de système de pensée ici requis est considéré comme plus difficile que celui qui consiste à s'adapter à de nouvelles technologies,.
En France, il est question de « sobriété heureuse », d'« hédonisme de la modération » ou de « simplicité volontaire » ou de la « vie bonne » répondant aux sept besoins essentiels rappelés par le philosophe Paul Ricœur, et au sein de l'Institut Paris Région, l'Agence régionale énergie - climat Île-de-France (AREC), reprenant une classification proposée par l'association négaWatt, distingue quatre types de sobriété, :
- sobriété structurelle (ou sobriété organisationnelle, par exemple penser un aménagement urbain pour réduire les distances à parcourir pour aller travailler) ;
- sobriété dimensionnelle (choisir des équipements proportionnés à leur usage réel, par exemple en optant pour un véhicule dont la taille, la puissance et le poids correspondent aux besoins effectifs de déplacement) ;
- sobriété d’usage (utilisation raisonnée des équipements afin d’en limiter la consommation, par exemple en adoptant une conduite plus économe) ;
- sobriété conviviale (ou sobriété partagée, favorisant l’usage collectif des ressources et infrastructures, par exemple en développant le covoiturage ou l’autopartage).

Le Shift Project décrit trois types de sobriété :
- sobriété structurelle (déploiement massif d’infrastructures ferroviaires et de mobilité active, soutien à une industrie de petits véhicules, aménagement du territoire pour réduire les distances parcourues au quotidien) ;
- sobriété collective (limiter l’étalement urbain, taxer les véhicules les plus émetteurs, inciter à des changements d’usage) ;
- sobriété individuelle (acheter locallement, limiter ses trajets en avion, faire du vélo).

La sobriété s'applique aussi bien aux individus qu'à la société dans son ensemble aujourd'hui,, par opposition à une sobriété punitive ou imposée et subie dans le futur proche conséquence du dépassement des limites planétaires.
Pour valoriser pleinement le potentiel d'économies d'énergie, il convient de combiner la sobriété énergétique avec l'efficacité énergétique. L'efficacité énergétique seule entraîne des risques d'effet rebond (qui réduit les bénéfices prévus) et occulte la possibilité d'éviter complètement des dépenses énergétiques par la sobriété (par exemple, en séchant la lessive sur un fil plutôt que dans une machine).
Le sociologue et économiste Pierre Veltz note que « la notion de sobriété souffre d’un handicap énorme par rapport à celle d’efficacité. Cette dernière peut être objectivée, mesurée, alors que la sobriété dépend fondamentalement des choix et des valeurs que nous décidons d'adopter (...) la sobriété n'est pas d'abord une question de comportement, mais d'organisation collective de nos sociétés ». Dans son essai Bifurcations (2022), il distingue trois dimensions (individuelles, systémiques et structurelles) de la sobriété et estime le deuxième comme étant le plus important car « il est difficile de demander de la sobriété individuelle dans une société organisée autour de l'abondance et du gaspillage. Ce n'est pas seulement une question de dissonance des valeurs. Le constat de base est que nos comportements sont formatés par les cadres physiques, organisationnels et réglementaires que la société nous impose (...) Pour faire du vélo, il faut des pistes cyclables, et pour que le vélo devienne un moyen de déplacement majeur, il faut que la répartition spatiale de l'emploi, de l'habitat, des services, ne soit pas trop éclatée ».

## Recherche
La recherche s'intéresse aux conditions  individuelles, sociales et politiques qui empêchent la consommation mesurée. Elle étudie comment il est possible de viser une consommation mesurée. Cela comprend la façon dont le comportement de consommation de la société de gaspillage (throw-away society) et l'articulation de la perception du bien-être aux biens matériels peuvent être modifiés. Et cela inclut les conséquences sur la structure économique et sur la croissance d'un agissement mesuré des ménages, entreprises et institutions[réf. nécessaire].
Le congrès de  2011 de l'Association allemande pour une économie écologique place la sobriété au cœur d'un champ de contraintes entre le bonheur et le renoncement. Tout comme l'éco-efficience, la sobriété n'est pas exempte d'effets rebond.
La recherche évalue encore quelle part de sobriété, à côté de l'efficience et de la consistance, est nécessaire pour atteindre la protection efficiente de la nature. Les effets rebond constituent une menace et justifient la sobriété, tout comme le changement climatique, la diminution des ressources et la perte de biodiversité[réf. souhaitée].
L'Académie des technologies estime qu'en matière de réchauffement climatique, la « sobriété est nécessaire à court terme, car la technologie ne [suffit] pas à faire face à l’urgence climatique ». De manière plus générale, elle affirme que la « sobriété est nécessaire au progrès et [que] le progrès est nécessaire à la sobriété ».

### Institutionnalisation politique

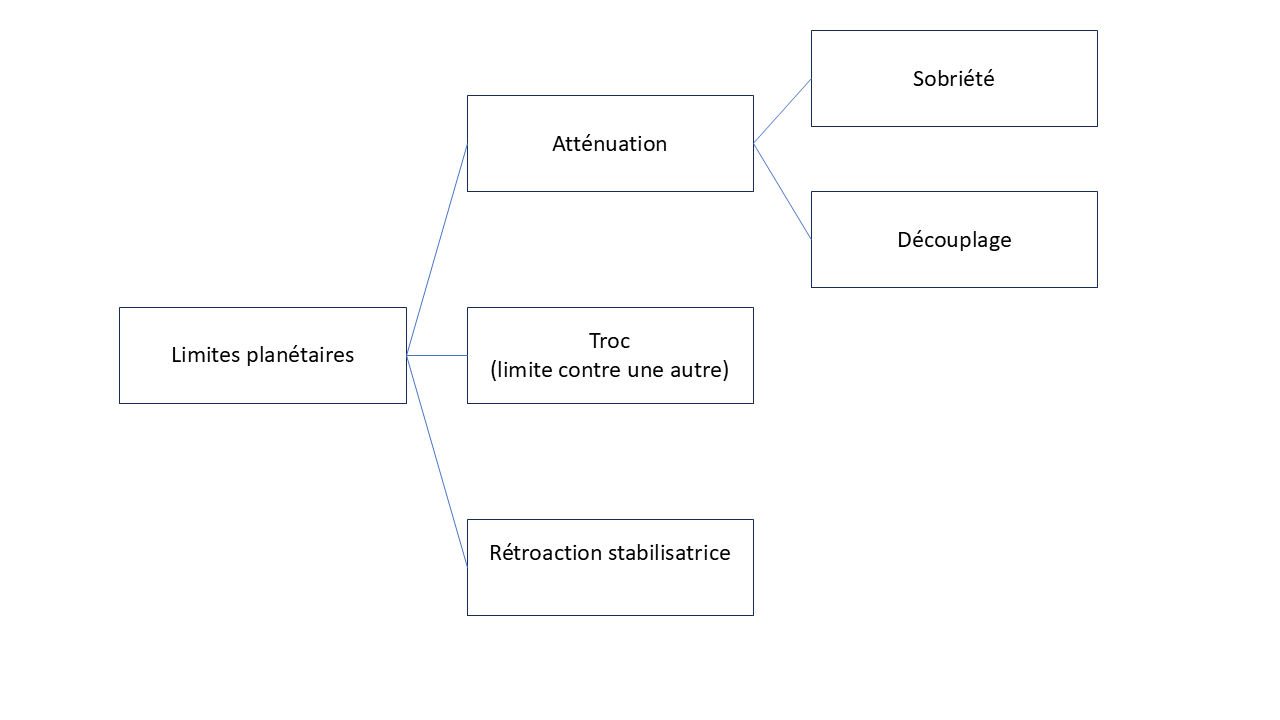
Moyen pour freiner le franchissement des limites planétaires : la sobriété économique et le découplage concourent à l'atténuation. L' associe, de façon schématique, la sobriété à la décroissance et le découplage à la croissance verte.

Selon le professeur de sciences politiques Bruno Villalba, la sobriété est indispensable pour atténuer les irréversibilités du système Terre dues au franchissement des limites planétaires. Il cite le politiste William Ophuls, qui préconisait déjà la recherche d'un « état stationnaire ». L'articulation entre les actions individuelles, qui, pour utiles qu'elles soient, restent insuffisantes, et la société conduit Villalba à proposer une institutionnalisation de la sobriété. Elle pourrait prendre la forme de cartes carbones, taxes carbone ou rationnement. Les politiques de sobriété sont nécessairement une politique du « seuil », ou une « politique entre deux univers, celui de la promesse d'abondance constamment réinventée au prix d'une relation tronquée et préjudiciable avec le monde, et celui de l'effondrement définitif de cette promesse en raison de la disparition du monde ». La sobriété n'est pas heureuse, mais il reste possible d'en bâtir un récit positif.

## Instrument d'atténuation du réchauffement climatique

### Accord de Paris
La Fondation pour la nature et l'homme ainsi que l'association négaWatt regrettent que la sobriété ne fasse l'objet d'aucune mention dans le cadre de l'accord de Paris. En effet, selon eux, les énergies renouvelables ne sauraient s'ajouter à la production actuelle d'énergie : elles doivent s'y substituer. Pour ce faire, la seule voie possible est celle de la sobriété[réf. nécessaire].

### Sixième rapport d'évaluation du GIEC
Le troisième volet du sixième rapport d'évaluation du GIEC, paru en 2022, identifie la réduction de la demande comme un instrument majeur d'atténuation. Celle-ci peut être obtenue à la fois par l'adoption de technologies bas-carbone ou offrant une meilleure efficacité énergétique, par des changements dans l'utilisation des infrastructures, et par des transformations socio-culturelles. La sobriété, en énergie comme en matériaux, est explicitement évoquée dans le chapitre 9 du rapport, consacré au secteur du bâtiment,,,.

## En France
Les Agenda 21, puis les plans climat et la stratégie nationale bas carbone (SNBC), s'appuient dans une certaine mesure, à des degrés divers selon les collectivités, sur le concept de sobriété matérielle et énergétique en tant que levier majeur pour atteindre leurs objectifs propres et les objectifs climatiques de la France, de l'Europe et de l'ONU (Objectifs de développement durable, Accord de Paris sur le climat). Ce dernier vise notamment à rester sous les +2 °C et si possible sous les 1,5 °C).
De nombreuses agglomérations (à travers leurs plans climat-air-énergie territoriaux) et d'autres collectivités françaises intègrent la sobriété comme levier stratégique[réf. nécessaire]. Certaines régions ont mis en place des groupes régionaux d'experts sur le climat (GREC), équivalents locaux du GIEC. À titre d'exemple, l'Île-de-France a collaboré avec la ville de Paris pour renforcer l'action publique de Paris vers une transition socio-écologique appuyée sur une « sobriété énergétique et matérielle »[réf. nécessaire]. Ce travail s'est fondé sur une analyse de la littérature scientifique disponible et sur des documents stratégiques[Lesquels ?] de la ville. Ils montrent que des enjeux majeurs sont : de ne pas prioriser l'efficacité au détriment de la sobriété ; la nécessité d'une politique globale de sobriété intégrant tous les secteurs et territoires, en veillant à l'équité, à la justice sociale et à la coopération inter-territoriale sur le sujet, afin de gérer les impacts environnementaux aux bonnes échelles territoriales. Cela implique des apprentissages collectifs de coordination inter-acteurs, de prise en compte des impacts extraterritoriaux, pour une mobilisation culturelle de la ville dans la promotion de la sobriété. Pour une mise en œuvre opérationnelle, ce travail a recommandé :
- de coordonner les acteurs opérationnels décisionnaires en matière d'économie circulaire, notamment dans le BTP, concernant la sobriété énergétique des constructions et les biodéchets pour l'agriculture ;
- de produire une grille d'analyse multicritère « sobriété » pour analyser les dépenses majeures de la ville et les décisions clés de sa politique d'allocation du foncier et des locaux ;
- d'expérimenter des protocoles de recherche d'alternatives écologiques aux infrastructures à forte empreinte écologique, en partant du service rendu à l'usager, pour prioriser les besoins essentiels, en mobilisant la pluralité des savoirs.